# Паничерево
Паниче́рево (болг. Паничерево) — село в Старозагорській області Болгарії. Входить до складу общини Гурково.

## Населення
За даними перепису населення 2011 року у селі проживали 1760 осіб.
Національний склад населення села:
| Національність   | Кількість осіб | Відсоток |
| ---------------- | -------------- | -------- |
| болгари          | 1029           | 65,2%    |
| цигани           | 385            | 24,4%    |
| турки            | 156            | 9,9%     |
| Всього відповіли | 1578           |          |

Розподіл населення за віком у 2011 році:
Динаміка населення: